# پارلر
پارلر (به انگلیسی: Parler) یک سرویس شبکه‌های اجتماعی آمریکایی است که در اوت سال ۲۰۱۸ به عنوان جایگزینی برای توییتر راه‌اندازی شده‌است.

## تاریخ
پارلر در سال ۲۰۱۸ توسط جان ماتز تأسیس شد. نام آن واژهٔ فرانسوی به معنای «به زبان آوردن» است.
طبق گفتهٔ ماتز، از ماه مهٔ ۲۰۱۹، پارلر حدود ۱۰۰٬۰۰۰ کاربر داشت.